# Jaguárcsík
A jaguárcsík (Pangio cuneovirgata) egy a csíkfélék (Cobitidae) rendjébe, azon belül Pangio nemzetségbe tartozó halfajta.

## Előfordulása
Ázsia, Szumátra, Jáva, a Maláj-félsziget déli része. Lassú folyású sekély erdei patakokban, valamint tőzegmocsarakban és egyéb fekete vizű élőhelyeken.

## Megjelenése
A testük ezüstszürke, a hasi részen egy rózsaszínes-lilás folt látható. A hátuk zöldes-sárga színű, amelyen 10-20 sötét színű minta látható, amelyek az oldalvonalig érnek le. A farokúszó tövében egy fekete folt található. Fejükön hosszú bajuszszálak vannak. A szeme apró, amely a fej felső részén található. Az úszói átlátszóak. A kifejlett nőstények hosszabbak és gömbölydedebbek.

## Életmódja
Békés, de félénk éjszakai hal, kedveli a társas akváriumot. Jól együtt tartható olyan csapathalakkal, amelyek a vízfelszín közelében úsznak. Apró rovarlárvákat, ízeltlábúakat, élő és száraz tápokat is szívesen eszik. 

## Akváriumban való tartása
A jaguárcsíkot is már beállt vizű akváriumba tegyük. Ne helyezzük őket frissen betelepített akváriumba. Éjszakai életmódja miatt érdemes olyan étellel etetni, amely sokáig megőrzi állagát. Csapatban érzi jól magát, ezért minimum 5 halat tartsunk. Minimum 40 literes akváriumba telepítsük őket. 40 literre 5-8 halat tegyünk. Aljzatnak tehetünk homokot, mert a halak gyakran beássák magukat. Gyökerekből és kövekből építsünk üregeket, barlangokat hogy legyen hova elbújniuk, a vízfelszínre tehetünk száraz faleveleket is. A víz hőmérséklete legyen 23-29 °C.

## Szaporodása
Akváriumban nem ismert.